# Подводные лодки типа «Галь»
Подводные лодки типа «Галь» (ивр. גל‎) строились Великобританией для Израиля на верфях фирмы «Виккерс» на основе немецкой подводной лодки 206 проекта конструкции IKL.
Постройка всех ПЛ завершилась в 1977 году. Всего было построено 3 ПЛ. В Израиле они получили названия «Галь», «Танин» и «Рахав». ПЛ этого типа принимали участие в войне в Ливане в 1982 году. За время службы лодки Галь прошли ряд модернизаций, так в 1980-е гг. получили противокорабельные ракеты «Саб-Гарпун» и соответствующие системы управления огнём (СУО). В 1987-1988 годах устаревшие торпеды Мк.37 на подводной лодке были заменены на новые NT37Е. По данным справочника «Jane’s», в 2003 году подводные лодки этого типа были сняты с вооружения, велись переговоры по их продаже Таиланду или Польше, но завершились безрезультатно. «Рахав» и «Танин» были проданы на металлолом. Подводная лодка «Галь», прослужившая 27 лет, 14 октября 2007 года была помещена в музей ВМС в Хайфе. С подводной лодки «Галь» сняты секретные системы вооружения и связи, а сама она получила 2 двери сбоку для удобства посещения туристами и подпорки для установки на земле.
Подводная лодка типа «Галь» весит 200 тонн, имеет длину 49 метров, ширину — 4.8 м. Дальность плавания — 7,038 морских миль (на скорости, 10 узлов). Её экипаж насчитывал около 30 человек. В силу своих размеров лодка не отличалась комфортабельными условия обитания экипажа — часть его не имела личных спальных коек.